# Bliżyce (województwo wielkopolskie)
Bliżyce – wieś w Polsce położona w województwie wielkopolskim, w powiecie wągrowieckim, w gminie Skoki.
W latach 1975–1998 miejscowość administracyjnie należała do województwa poznańskiego.

## Historia

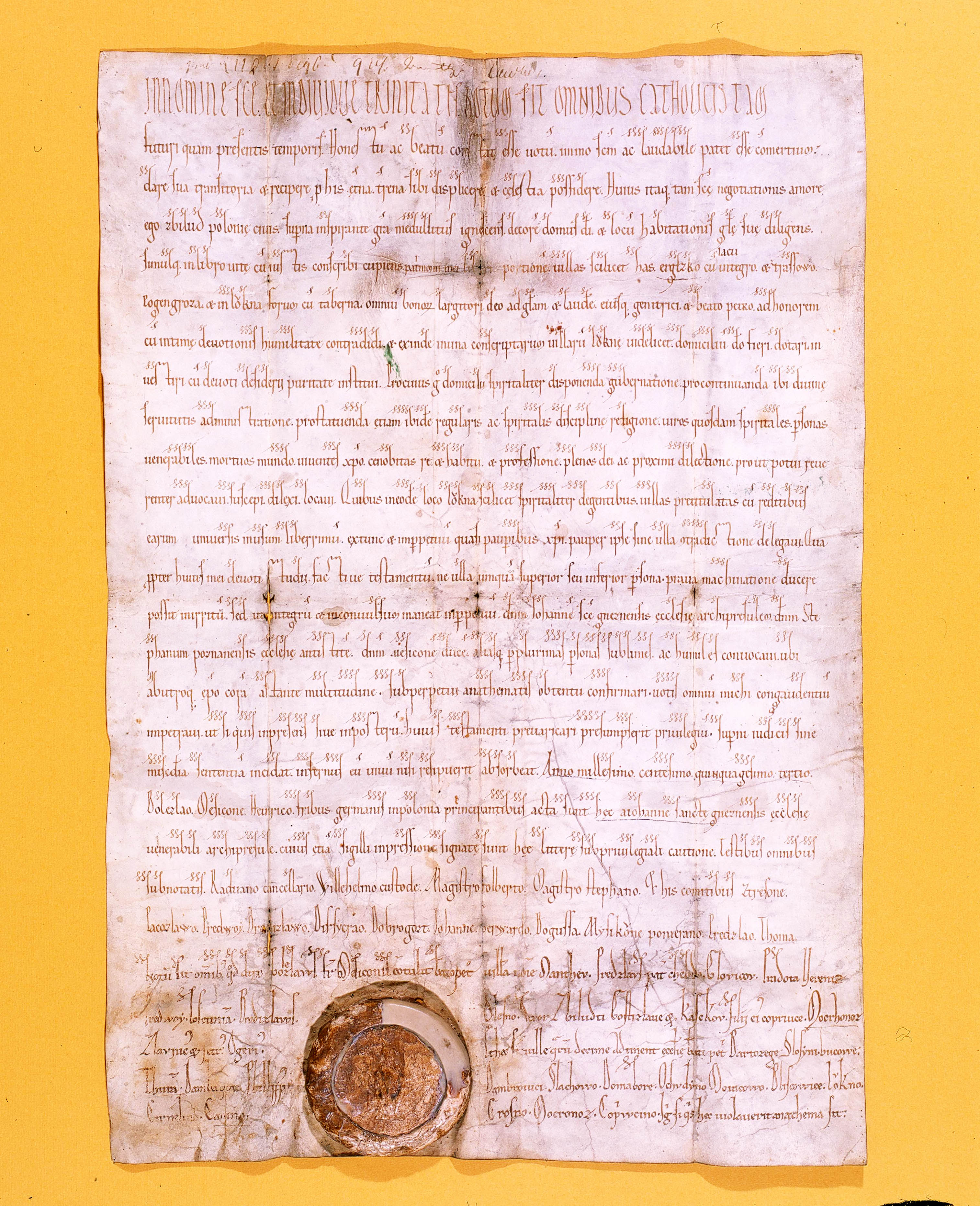
Dokument z 1154 Zbiluta (z rodu Pałuków) obywatela polskiego (“Poloniae civis”) notujący Bliżyce jako Bliscowice.

Po raz pierwszy miejscowość wymieniona została w dokumencie z 1154 Zbiluta (z rodu Pałuków) obywatela polskiego (“Poloniae civis”), w którym zanotowana została jako Bliscowice.